# Aeroport d'Ifrane
L'aeroport d'Ifrane (àrab: مطار إفران, maṭār Ifrān) (codi IATA: -, codi OACI: GMFU) és un aeroport que serveix a la ciutat d'Ifrane, a la regió de Fes-Meknès del Marroc.

## Aerolínies i destinacions
| Aerolínies              | Destinacions                                      |
| ----------------------- | ------------------------------------------------- |
| Royal Air Maroc Express | estacional: Casablanca                            |
| Thomson Airways         | estacional: Agadir, London-Gatwick (només xàrter) |

## Instal·lacions
L'aeroport es troba en una elevació de 5,459 peus (1,664 m) per sobre del nivell mitjà del mar. Té una pista d'aterratge designada 03/21 amb una superfície d'asfalt de 35 metres (6,919 ft × 115 ft).